# WeChat
WeChat (en chino, 微信; pinyin, Wēixìn; literalmente, «micro-mensaje») es una aplicación multipropósito china que ofrece servicios de mensajería y llamada gratis, redes sociales, un sistema de pago online, entre otros servicios, desarrollada por Tencent.
La aplicación fue lanzada al público en 2011, y para 2018 se había convertido en una de las aplicaciones para móviles más populares de China, con más de mil millones de usuarios activos al mes.
A WeChat se le ha descrito como una «super app» debido a la gran cantidad de funciones que ofrece. Su popularidad entre la población china ha causado que el gobierno chino la utilice como medio de vigilancia y espionaje sobre sus ciudadanos y para implementar la política de censura China. Esto ha causado que organizaciones como Amnistía Internacional clasifiquen a Tencent, la empresa desarrolladora de la aplicación, como la peor compañía tecnológica en cuanto a la protección de datos y privacidad de sus usuarios.

## Historia
WeChat comenzó siendo un proyecto iniciado en octubre de 2010 por el centro de Investigación y Proyectos en Guangzhou de Tencent. La versión original de la aplicación, diseñada para competir con otras aplicaciones de mensajería como WhatsApp y Kik, fue desarrollada por Frank Xiaolong y nombrada "Weixin" por Ma Huateng, el CEO de Tencent. Fue lanzada al público en enero de 2011, disponible tanto en mandarín como en inglés.
Inicialmente solo tenía las funciones de enviar mensajes de voz, grabaciones de audio e imágenes. Siete meses después de su lanzamiento añadió videoclips a su servicio de mensajería y la función de "encontrar usuarios cercanos" mediante geolocalización.
En 2012, al alcanzar 100 millones de usuarios registrados, Weixin cambió su nombre a WeChat en un intento de ampliar su presencia en el mercado internacional, algo que Tencent jamás había intentado hasta ese momento. Ese mismo año, con la actualización v4.0 de la aplicación, se añadieron a la plataforma los idiomas portugués, indonesio, tailandés y vietnamita, así como llamadas de voz y videollamadas a su servicio de mensajería.
WeChat Pay, un servicio de pagos móviles, y WeChat Games, una plataforma de videojuegos, ambos dentro de la aplicación misma, fueron lanzados en 2013. En septiembre de ese año, como parte de un evento promocional para su nuevo sistema de pagos, se instalaron 300 máquinas expendedoras de marca "WeChat" en diversas estaciones del metro de Beijing. Más tarde, en un evento colaborativo entre la empresa de móviles china, Xiaomi y WeChat Pay, se vendieron más de 150.000 móviles en menos de 10 minutos, lo que demostraría el gran éxito de su nueva función, diseñada para rivalizar a otra empresa de comercio en línea china; Alipay de Alibaba.
En 2014, la plataforma creció hasta alcanzar la cifra de 400 millones de usuarios activos por mes, de los cuales el 90 % provenían de China. En marzo de 2015 habían alcanzado 500 millones de usuarios.
Para 2016 WeChat se había convertido en la aplicación más popular de China, con más de 889 millones de usuarios activos al mes. Según la conferencia Code sobre Tendencias en Internet de ese año, los usuarios chinos pasaban en WeChat, en promedio, 35 % de su tiempo de uso móvil, y el 31 % utilizaba su función de pago por internet, WeChat Wallet, para realizar compras en línea.
El sistema de "mini programas" de WeChat fue lanzado en 2017. Un sistema en el cual desarrolladores pueden crear aplicaciones dentro de la propia interfaz de WeChat. Marcas populares como Didi, McDonalds o Starbucks fueron de las primeras en subir sus propias mini aplicaciones.
El gran éxito de la aplicación causó que Tencent, la empresa desarrolladora, alcanzase su valor más alto hasta el momento: 500 mil millones de dólares.
En 2018 la aplicación llegó a los mil millones de usuarios activos al mes. Según el CEO de Tencent, el 83 % de los ciudadanos chinos propietarios de un móvil usan WeChat.
En 2019, WeChat cuenta con 1 132,7 millones de usuarios activos al mes. La aplicación cuenta con su propio navegador web, permite a sus usuarios sincronizar su tarjeta de identificación con la aplicación y está disponible en 20 idiomas diferentes.
En 2021, WeChat cuenta con 1 213 millones de usuarios activos al mes. La aplicación cuenta con su propio navegador web, permite a sus usuarios sincronizar su tarjeta de identificación con la aplicación y está disponible en 20 idiomas diferentes.
Actualmente se encuentra desarrollando un sistema de pago utilizando reconocimiento facial llamado "Frog Pro".

## Funciones

### Servicio de mensajería
WeChat provee un servicio de mensajería que incluye mensajes de texto, mensajes de voz, transmisiones en vivo (de un usuario a múltiples usuarios), videollamadas y llamadas de conferencia, envío de imágenes, vídeos y videojuegos. La aplicación también permite la creación de "chats grupales", en los que varios usuarios pueden interactuar entre ellos al mismo tiempo.
Los contactos o "amigos", nombre que reciben en la aplicación, pueden ser añadidos mediante el ID de WeChat, con un número de teléfono, escaneando el código QR del usuario que se desea añadir, a partir de otras redes sociales como Google y Facebook, o mediante sus sistemas de geolocalización.
En enero de 2016, Tencent lanzó WeChat Out, un sistema de voz sobre IP (o VoIP), que permite a los usuarios realizar llamadas a teléfonos móviles y líneas telefónicas alrededor del mundo. Esta función permite la adquisición de saldo dentro de la aplicación mediante el uso de tarjetas de crédito. Inicialmente, WeChat Out solo estaba disponible en Estados Unidos, India y Hong Kong, pero finalmente se expandió a otros 11 países.

#### Problemas
Se han reportado problemas con el servicio de mensajería de WeChat, específicamente la versión 6.2 de la aplicación, al utilizarla en su versión en inglés. Usuarios reportaron haber experimentado eventos de autocorrección innecesaria y errores con la herramienta de auto-completar, como la aplicación escribiendo letras innecesarias en mayúscula o eliminando palabras de forma automática.

### Geolocalización
WeChat utiliza geolocalización para múltiples propósitos. Un usuario puede añadir contactos mediante el uso del "Radar de Amigos", que añade automáticamente a la lista de contactos a personas inmediatamente cercanas.
Una función similar, llamada "Ver a personas cercanas", le permite a los usuarios añadir a su lista de contactos a otros usuarios que tengan su perfil público. Los usuarios aparecen con su foto de perfil y pueden ser filtrados por sexo, por lo que la función es a veces utilizada como una app de citas similar a lo que sería Tinder o Bumble.
La opción de "Shake" (en español, "Sacúdelo") permite a los usuarios descubrir a otros usuarios en cualquier parte del mundo si estos sacuden su móvil al mismo tiempo.
El sistema de geolocalización de WeChat también se utiliza entre los "miniprogramas". Los usuarios son notificados cuando sus pedidos por internet están cerca, o anuncian su cercanía a restaurantes que utilizan la geolocalización para calcular en qué momento deben preparar la comida para que esté lista al momento de que el usuario llegue al restaurante, entre muchas otras funciones.

#### Controversia
Varios crímenes asociados con la función de geolocalización de WeChat han causado reacciones negativas entre la población china.
En 2012, una mujer fue asesinada luego de que un hombre al que conoció por WeChat intentara robarla. Unos meses más tarde, conversaciones en WeChat fueron utilizadas como evidencia en el caso de un hombre acusado de ser un depredador sexual luego de haber utilizado la función de encontrar personas cercanas para localizar y "hacerse amigo" de más de 160 jóvenes, algunos menores de 13 años. En la ciudad de Hangzhou, las autoridades han reportado más de 20 crímenes relacionados con la aplicación.
Otra función, la de enviar un "Mensaje en una Botella", en la cual los usuarios podían enviar un mensaje y lanzarlo al ciberespacio chino, donde cualquier usuario con dicha función activada podía recibir y contestar el mensaje, fue suspendida en diciembre de 2018 debido a que estaba siendo utilizada para vender pornografía.
Debido a la controversia, el sistema de geolocalización se encuentra desactivado de manera predeterminada.

### Cuentas oficiales
Usuarios de WeChat pueden registrarse en la aplicación como una cuenta oficial o verificada (公众号; también llamadas "cuentas públicas" en español), lo que les permite enviar notificaciones a todos sus suscriptores, interactuar con estos y ofrecerles servicios exclusivos. Son el equivalente a una página de Facebook.
Las cuentas oficiales aparecen en la sección de "Chats" del usuario, como si uno de sus contactos se tratase. Al enviar notificaciones, las cuentas oficiales aparecerán por encima del resto de sus conversaciones.
Los usuarios pueden encontrar y subscribirse a cuentas oficiales mediante WeChat Moments, escaneando un código QR, buscándolas con el navegador de búsqueda de WeChat o al ser compartidas al usuario por un contacto.
Existen tres tipos de cuentas oficiales.

#### Cuentas de suscripción (订阅号)
Pueden enviar a sus subscriptores, como máximo, una notificación al día. Aparecen junto a los contactos del usuario en la sección de "Chats" de WeChat en una carpeta llamada "suscripciones".
Las cuentas de suscripción pueden ser creadas tanto con un ID chino, como con una licencia local de negocios china.

#### Cuentas de servicio (服务号)
Las cuentas de servicio aparecen en la sección de "Chats" como entidades individuales. Tienen mayor visibilidad que las cuentas de suscripción y cuentan con elementos adicionales como WeChat Login, WeChat Pay y el sistema de geolocalización. Sin embargo, solo pueden enviar, como máximo, 4 notificaciones al mes.

#### Cuentas empresariales (企业号)
Las cuentas empresariales están diseñadas para ayudar en la administración interna de una compañía y sus trabajadores. Funcionan como el boletín informativo de una compañía.
Requieren que tanto la cuenta como sus subscriptores acepten la solicitud de subscripción. El contenido que produzcan no puede ser compartido con usuarios no autorizados.

### WeChat Moments
WeChat Moments (朋友圈; en español "Círculo de amigos") es el boletín social de WeChat. Funciona como una red social en la cual los usuarios pueden compartir imágenes, "estados", mensajes, páginas web y otros elementos a un grupo selecto de contactos, creando así un círculo privado de comunicación entre el usuario y sus amigos cercanos.
"Moments" se caracteriza por tener un sistema semicerrado de visualización. Usuarios pueden añadir a otros como amigos y darles "Me Gusta" o comentar en sus publicaciones. Pero a diferencia de la mayoría de redes sociales, en Moments, los usuarios únicamente pueden ver los "Me Gusta" y comentarios hechos por amigos en común entre el usuario y el autor. Interacciones entre los "amigos" de un usuario y personas fuera de su lista de contactos no son visibles.

### WeChat Pay
WeChat Pay (微信支付) es un servicio de "billetera digital" incorporado en la aplicación desde el cual se pueden realizar pagos y transferencias mediante el móvil utilizando el servicio de WeChat Wallet, y donde se pueden adquirir bienes y servicios de empresas participantes en un medio centralizado. Según una encuesta, el 31 % de los usuarios de WeChat utilizan su sistema de pago digital, contando con más de 800 millones de usuarios activos al mes.
Cada usuario está asociado a una cuenta de WeChat Pay. Pueden adquirir saldo sincronizando la aplicación a sus cuentas bancarias chinas, así como las cuentas extranjeras Visa, MasterCard y JCB. El proceso de verificación es más complejo para usuarios extranjeros, que deben proveer una tarjeta de identidad válida antes de poder acceder a ciertas funciones de WeChat Pay.
Los usuarios también pueden aumentar su saldo recibiendo transferencias de otros usuarios. Si se sincroniza una tarjeta de crédito en vez de una de débito los usuarios solo podrán hacer compras a vendedores sin la posibilidad de aumentar su saldo.
Empresas comerciales y vendedores independientes también pueden asociar su negocio a WeChat Pay, lo que les permite vender y cobrar productos, así como pagar el sueldo de sus empleados, mediante la aplicación.

#### Quick Pay
Quick Pay (en español: "Pago Rápido"), es una de las funciones que ofrece WeChat Pay. Una vez que una empresa comercial asocie su negocio a la aplicación podrá cobrar por sus servicios o productos sin necesidad de utilizar cajeros, efectivo o tarjetas de crédito.
Los usuarios proveen un código QR, que es escaneado por el vendedor para realizar el cobro, que debería ser aceptado en entre 1 y 2 segundos, aumentando así la eficiencia y productividad del negocio.
Este sistema puede implementarse en tiendas físicas, restaurantes, hospitales, lugares de entretenimiento y cualquier lugar que pueda requerir de un pago presencial.

#### Pago con código QR
El sistema de pago mediante códigos QR permite a los vendedores generar su propio sistema de cobro. Los usuarios escanean con WeChat el código de una determinada página web, confirman el monto a pagar y realizan el pago luego de haber pasado el chequeo de seguridad.
Este sistema está diseñado para tiendas que no cuenten con un lector de códigos QR.

#### Pago por miniprogramas
El sistema de pago a través de los "miniprogramas", aplicaciones de menos de 10 megabytes construidas dentro de la aplicación, permite que los usuarios puedan comprar y vender cosas a través de estos.
Este sistema es idóneo para realizar compras en internet. Los vendedores pueden construir sus propias "mini aplicaciones" y vender allí sus productos.

#### Pago mediante cuentas oficiales
Vendedores pueden crear cuentas oficiales dentro del sistema de mensajería de WeChat, desde las que pueden promocionar productos y servicios a sus subscriptores, los cuales a su vez pueden realizar compras directamente desde la cuenta oficial.
Es un sistema diseñado para que los vendedores puedan comunicarse y entender mejor a su clientela.

#### Pago "In-App"
Este sistema le permite a empresas comerciales con aplicaciones especializadas integrar el sistema de WeChat Pay entre sus opciones de pago mediante un SDK abierto, de modo que los usuarios puedan pagar con su billetera digital de WeChat aunque se encuentren fuera de la aplicación.

#### Pago por la web
Este sistema permite que empresas comerciales incorporen a sus páginas web códigos QR para que los usuarios puedan escanearlos y pagar con WeChat Pay.

#### Sistema de sobres rojos
En 2014, como celebración del Año Nuevo chino, WeChat introdujo un sistema de distribución de sobres rojos virtuales, basados en la tradición china de intercambiar paquetes de dinero entre familiares y amigos en tiempos de celebración. Este sistema le permite a los usuarios enviar dinero a contactos individuales o a grupos como regalo. Al enviar un sobre de regalo a un grupo, el dinero puede ser distribuido equitativamente o en cantidades aleatorias ("Lucky Money").
El sistema de sobre rojos fue anunciado mediante una promoción realizada durante la Gala de Año Nuevo de la Central China de Televisión, en la cual se le instruyó a los televidentes que sacudieran sus móviles durante la transmisión por la oportunidad de ganar premios en metálico patrocinados por WeChat Pay. La implementación de este sistema hizo que la adopción de WeChat Pay aumentara considerablemente. Según Wall Street Journal, 16 millones de sobres rojos fueron enviados en las 24 horas posteriores al lanzamiento del sistema. Un mes después de la implementación del sistema de sobres rojos los usuarios de WeChat Pay aumentaron de 30 a 100 millones, y 20 millones de sobres rojos fueron enviados durante las celebraciones de Año Nuevo. En 2016, 3,2 mil millones de sobres rojos fueron enviados durante las festividades, de los cuales 409 mil fueron enviados a medianoche en Año Nuevo.

##### Competencia
La principal competencia de WeChat Pay es la aplicación de pago en línea Alipay, perteneciente al grupo Alibaba. El fundador de la compañía dijo que consideraba el sistema de sobres rojos como un "momento Pearl Harbor", ya que causó que se empezara a deteriorar la predominancia de Alipay en el sector chino de ventas por internet, especialmente en el modelo de transferencia de dinero de usuario a usuario. El éxito del sistema de sobres rojos hizo que Alibaba creara una versión suya de dicho sistema. Otros competidores, como Baidu Wallet y Sina Weibo también crearon sus propias versiones del sistema.
En 2017, Alibaba constituía el 54 % de las compras móviles por internet, mientras que WeChat solo el 37 %. Ese mismo año, Tencent introdujo WeChat Pay HK, un servicio de pago para usuarios de Hong Kong, cuyas transacciones se llevan a cabo en dólar de Hong Kong.
En 2018, en la conferencia anual Berkshire Hathaway, se identificó a WeChat como uno de los potenciales competidores de Visa, Mastercard y American Express.
En 2019, Alipay es más popular que WeChat, con 1,2 mil millones de usuarios activos versus los 1,13 de WeChat. Ciudadanos chinos pueden utilizar WeChat Pay como método de pago en 25 países además de China, incluyendo Italia, Sudáfrica y el Reino Unido.
En noviembre de 2019, la empresa española El Corte Inglés anunció en un comunicado que había "incorporado en todos sus sistemas y terminales de pago WeChat Pay” de modo que puedan “ofrecer a los clientes de origen chino más facilidades y un servicio adaptado a sus necesidades”.

### WeChat "mini programas"
El sistema de "miniprogramas" de WeChat (小程序) fue lanzado al público en 2017. Se trata de una función en la cual desarrolladores pueden codificar en la interfaz de WeChat programas de menos de 10 megabytes utilizando JavaScript e Interfaces de Programación de Aplicaciones (API), que los usuarios pueden instalar dentro de la aplicación. Los desarrolladores de los llamados "miniprogramas" obtienen entre el 30 y 50 por ciento de los ingresos generados por publicidad.
Los miniprogramas tienen funciones limitadas en comparación con una aplicación normal. No pueden enviar notificaciones a sus suscriptores ni ser compartidos en la red social de WeChat, WeChat Moments, cualquier actualización que realicen debe ser aprobada previamente por Tencent y únicamente funcionan dentro de la aplicación. Sin embargo, a pesar de dichas limitaciones, tienen mucha popularidad entre los usuarios chinos.
Este sistema ha ayudado a la empresa china a conservar usuarios. Según unas estadísticas provistas por Aldwx.co, la proporción de usuarios que regresan a utilizar la aplicación al día siguiente de haberla utilizado aumentó del 13.2 % en noviembre de 2017 a 25,5 % en junio de 2018.
En enero de 2018 la aplicación contaba con más de 580 mil mini aplicaciones, y para julio de ese mismo año ya había llegado al millón. Entre los mini programas más populares están las aplicaciones de videojuegos y las aplicaciones de comercio en línea.

### Enterprise WeChat
Enterprise WeChat (Qiye Weixin; en español WeChat Empresas) es una versión especial de WeChat, diseñada para uso empresarial y como competidora de la popular aplicación de trabajo, Slack.
Contiene todas las características propias del servicio de mensajería de WeChat junto con una serie de elementos diseñados en torno al ambiente laboral. El programa le permite a las compañías y a sus empleados hacer seguimiento de sus días libres y vacaciones, tiene una notificación llamada "coffee break" (en español, "descanso para tomar café") que anuncia cuándo el usuario no está disponible debido a que está tomándose un descanso, permite a los empleados asociar su cuenta telefónica con la de la compañía para realizar, desde su móvil personal, llamadas empresariales sin cobro extra, entre otras funciones.
La aplicación está pensada para ayudar a los empleados separar su vida privada del ambiente laboral. Se espera que al separar la cuenta de WeChat privada de los empleados con la cuenta de Enterprise WeChat eviten las distracciones y aumenten la productividad.
Sin embargo, Enterprise WeChat solo está disponible para compañías de origen chino que sean moderadamente conocidas, pues se necesita una licencia china oficial para poder registrarse, lo que excluye a muchos vendedores y negocios independientes.

## Uso en procedimientos oficiales
A través de un "miniprograma" instalado en la aplicación, los usuarios chinos pueden integrar sus documentos de identidad oficiales en WeChat. El documento es escaneado por la aplicación y luego de un proceso de verificación de dos pasos: primero con reconocimiento facial y luego con reconocimiento de voz, es posible utilizar la versión digital de dichos documentos en casi todas las instituciones gubernamentales e instituciones de titularidad pública, como empresas de luz o de servicios telefónicos. La iniciativa se comenzó a probar en la provincia sureña de Guandong y se ha ido extendiendo por el resto del país, y se espera que en algún momento pueda utilizarse para ayudar a aplicar el sistema de crédito social chino.
En la provincia de Guandong, de acuerdo a una nueva política implementada por el Nansha People's Court, los mensajes enviados desde WeChat, tanto de texto como de voz, serán admisibles como evidencia en procedimientos legales sin necesidad de ser notariados. Se espera que estas medidas ayuden a agilizar los procesos de juicio ayudando a reducir el tiempo invertido en procedimientos legales.

### Controversia
La integración de documentos oficiales dentro de la aplicación y su uso como evidencia en procedimientos legales ha causado preocupación entre la población, que considera que esta nueva función podría ser utilizada por el gobierno chino como un método de espionaje y opresión sobre sus ciudadanos, ya que la información obtenida de WeChat es fácilmente manipulable.

## Modelo de negocios
WeChat Business (微商; en español: WeChat Negocios) se refiere al modelo de comercio en línea que se desarrolla en el ecosistema de WeChat. Debido a factores como la ausencia de China en redes sociales internacionalmente conocidas tales como Twitter o Facebook, el alto nivel de personalización que provee la aplicación con su sistema de mini programas, y la gran popularidad que tiene entre la población china, muchas empresas comerciales realizan negocios, publicidad, venta, interacción con clientes, etc., desde la misma aplicación.
Grandes compañías con licencias de venta chinas utilizan el sistema de Cuentas Oficiales para colgar información sobre sus productos e interactuar con sus usuarios. Dicho tipo de cuenta les otorga acceso al sistema de pago en línea de WeChat, les permite compartir ubicaciones geográficas, mensajes de voz, minijuegos y muchas cosas más. Se podría decir que cada compañía puede construir su propio "miniprograma" de publicidad y negocios dentro de la aplicación. Es por eso que muchas contratan equipos especializados para administrar sus cuentas oficiales.
Por ejemplo, durante las festividades del Año Nuevo Chino, la marca de moda británica de lujo, Burberry, envió a sus usuarios un "regalo" que debían abrir sacudiendo el móvil. Dicho regalo contenía una tarjeta de parte de la marca en la cual se les deseaba a los usuarios unas felices fiestas, la cual, si era compartida con sus contactos, les permitía a los usuarios participar en un sorteo en el que tenían la posibilidad de ganar productos de edición limitada por el Año Nuevo.
También existe un ecosistema de negocios fuera de las Cuentas Oficiales. Muchos vendedores, principalmente vendedores independientes y sin acceso a licencias de venta chinas, promocionan sus productos de manera informal utilizando la función de Moments o mediante grupos web, lo que les permite tener interacciones más directas con sus clientes.

### Problemas
Debido a la creciente popularidad de la aplicación como medio para realizar negocios, cada vez hay más vendedores que utilizan la plataforma para vender productos falsificados u ofrecer servicios fraudulentos. Este tipo de transacciones se desarrollan predominantemente en el ecosistema informal de negocios creado a partir del uso de la función Moments, donde usuarios pretendiendo ser "agentes de venta" promocionan sus servicios y son contactados directamente por usuarios buscando comprar copias falsas de productos de lujo.
Si bien la mayoría de los usuarios compran dichos artículos de forma deliberada, existen casos en donde los usuarios se han visto engañados luego de que los mencionados "agentes de venta" falsificaran su identidad y les hiciesen creer que los servicios o productos que ofrecían eran reales. Factores como el sistema de propagación de la información en WeChat, en el cual el contenido publicado en Moments solo puede ser visualizado por el círculo cercano de contactos del usuario que los publique, y a la facilidad con la cual se pueden falsificar identidades, es más difícil regular este tipo de transacciones, y por ende proteger los derechos de los compradores.

## Expansión internacional
WeChat ha intentado, en varias ocasiones, expandirse hacia un mercado internacional. A finales de 2012, un representante de la compañía diría que "la aplicación tenía un gran potencial de volverse popular internacionalmente". Sin embargo, sus esfuerzos no han tenido éxito.
En 2012, aprovechando la creciente popularidad de los smartphones en el país, la compañía intentaría introducirse en el mercado indio mediante una campaña publicitaria de alto costo que incluía anuncios en Facebook y la presencia de artistas de Bollywood. Dicha campaña no tendría éxito, ya que serían Facebook, Facebook Messenger y WhatsApp las aplicaciones más utilizadas por los usuarios indios.
En 2013 WeChat, se uniría con la compañía indonesia MNC Media para intentar introducirse en el mercado en línea del país. Sin embargo, tampoco obtendría resultados; puesto que WeChat se ubicaría en el puesto número 97 en cuanto a popularidad en el país, mientras que WhatsApp sería la aplicación de mensajería preferida por los indonesios.
Ese mismo año, Tencent iniciaría otra campaña publicitaria internacional con el jugador de fútbol argentino, Lionel Messi, como protagonista. La compañía china establecería una oficina en Estados Unidos para estudiar el mercado occidental y desarrollar mejores relaciones con los usuarios norteamericanos. Dicha campaña resultaría en otro fracaso. WeChat no logró superar a WhatsApp o a Facebook Messenger en ninguno de los 15 países a los que estaba dirigida la campaña, y en Tailandia, la aplicación china sería superada por el servicio de mensajería móvil japonés, Line.
En 2015 la compañía anunció que su campaña de expansión internacional había llegado a su fin, puesto que querían concentrarse en invertir sus fondos en "mejorar su tecnología, así como en el balance entre la integración de publicidad en la aplicación y su experiencia de uso".
Actualmente, WeChat está disponible en 20 idiomas con usuarios provenientes de más de 200 países y territorios, sin embargo, la gran mayoría de sus usuarios activos se encuentran en China, Hong Kong y algunos países de Asia del Sur.

## Plataformas
Actualmente, WeChat se encuentra disponible únicamente para móviles que utilicen los sistemas operativos de Android y iPhone. La aplicación solía ser compatible con teléfonos móviles de marca Blackberry, Windows y Symbian, pero a partir de 2017, debido a mal desempeño, WeChat cesó de desarrollar la aplicación para esos sistemas operativos.
La aplicación también puede ser instalada en dispositivos que funcionen con MacOS y Windows, pero requiere que los usuarios tengan la aplicación instalada en un dispositivo móvil para realizar una verificación de cuenta desde allí. Por ende, no es posible obtener la aplicación sin un móvil compatible.
Lo mismo ocurre con su servicio de mensajería y transmisión de archivos web, WeChat Web. Para poder acceder a esta aplicación es necesario escanear un código QR con un teléfono móvil compatible.

## Vigilancia masiva en WeChat
Debido a que WeChat está sujeta a las regulaciones de censura del gobierno chino, la aplicación está obligada a compartir la información que recolectan de sus usuarios. A partir de la introducción de la Ley de Ciberseguridad China en junio de 2017, se requiere que las compañías administradoras de redes electrónicas almacenen los datos de sus usuarios en servidores dentro del país, y que se monitoreen y registren todas las operaciones llevadas a cabo en estas. Esto incluye dirección IP, números de identificación, información sobre el contenido buscado y compartido utilizando WeChat (incluyendo términos de búsqueda, perfiles visitados, contenido accedido, etc.), información sobre las personas con las que el usuario se ha comunicado (incluyendo tiempo, fecha, localización y duración de las comunicaciones), y metadatos como la hora, fecha y localización registrada al compartir fotos o vídeos.
La popularidad de la aplicación, que cuenta con más de mil millones de usuarios activos al mes, ha ocasionado que el gobierno chino la utilice como fuente de información y como herramienta para implementar una política de vigilancia masiva sobre sus ciudadanos.
Estas condiciones han causado que países como India, Estados Unidos y Taiwán consideren el uso de la aplicación un riesgo para su seguridad nacional debido a la posibilidad de que la recolección de la información privada de los usuarios pueda resultar perjudicial. En 2018, el Departamento de Defensa Australiano prohibió la instalación en cualquiera de sus teléfonos móviles debido a sospechas de que el gobierno chino había aumentado sus actividades de espionaje, y que WeChat podría ser uno de los medios que estaban utilizando para implementarlas.
Usuarios, principalmente aquellos con experiencia en redes sociales fuera de China, están dejando de utilizar la aplicación debido a la falta de privacidad que esta les ofrece. Un activista disidente, Hu Jia, ha declarado que oficiales del Guobao, la rama de seguridad doméstica de la Oficina de Seguridad Pública de China, estaban utilizando la aplicación para vigilar los mensajes que este les enviaba a sus amigos. Según Jia, los oficiales eran capaces de recitar dichas conversaciones, palabra por palabra, menos de una después de que hubiesen ocurrido.
En 2016, en un reporte realizado por Amnistía Internacional, en el cual se evaluaba si distintas compañías tecnológicas protegían los derechos humanos de sus usuarios utilizando encriptación de datos para proteger su privacidad, Tencent, desarrolladora de WeChat, obtuvo 0 puntos de 100 y fue clasificada, de 11 compañías, como la peor en cuanto a la protección de la privacidad de sus usuarios. Concluyeron que la compañía no aplicaba las medidas necesarias para proteger los datos de sus usuarios ni proveía información sobre la forma en la que dichos datos estaban siendo utilizados.
Si bien representantes de WeChat han reiterado en varias ocasiones que no registran las conversaciones privadas de sus usuarios, autoridades chinas han confirmado que tienen acceso a mensajes, llamadas, vídeos y fotos enviadas desde la aplicación, incluyendo aquellos que habían sido eliminados. La política de privacidad de WeChat, actualizada en 2017, establece que la información recolectada podía ser revelada al gobierno chino en caso de que "la ley lo requiriese".

## Censura
737
La Ley de Ciberseguridad China requiere que las compañías de redes, además de registrar información sobre sus usuarios, censuren y suspendan cualquier contenido que esté en contra de los ideales del gobierno chino. De acuerdo a una declaración publicada en la página web del regulador del Ministerio de Industria y Tecnología, esto incluye advertir a los usuarios para evitar que violen ciertas leyes, restringir publicaciones y mensajes con contenido delicado, así como suspender o eliminar cuentas que extiendan dicho contenido.
WeChat suspende cuentas que hagan mención a diferentes temas políticos y evita que mensajes con contenido sensible sean enviados. La aplicación utiliza una serie de algoritmos para monitorear el contenido publicado en WeChat Moments, su versión de red social. Para las conversaciones privadas, sin embargo, utiliza un sistema de censura en tiempo real que cuenta con una lista de palabras prohibidas y con un índice de algoritmos MD5 que identifican imágenes, y elimina automáticamente aquellas que muestren contenido prohibido por la legislación china. Cada imagen enviada pasa por un proceso de revisión en la cual se la compara con imágenes censuradas para determinar si existe alguna similitud. En el caso de que la haya, el MD5 de dicha imagen es añadido a la lista de contenido prohibido. Es un sistema de auto-reforzamiento que crece con cada imagen y mensaje enviado.
Según un estudio realizado por la Universidad de Hong Kong en el que se analizaron más de 4 mil cuentas que publicasen noticias diarias en WeChat, entre los tópicos más censurados estaban las disputas relacionadas con las empresas ZTE y Huawei y el hashtag MeToo, así como mensajes que cuestionasen o se burlasen de los líderes del Partido Comunista Chino.
Usuarios chinos reportaron que, el 4 de junio, fecha en la que se conmemora la matanza de Tiananmen, aquellos usuarios que transfiriesen importes de 89,64 o 64,89 yuanes, números que representan el día de la matanza, se encontraron con que sus cuentas habían sido eliminadas. Mensajes relacionados con la victoria del partido prodemocracia en las elecciones de Hong Kong también fueron censurados, incluyendo aquellos provenientes de teléfonos móviles fuera del país.
Un estudio realizado por la escuela Munk de Asuntos Globales de la Universidad de Toronto reportó que la aplicación estaba utilizando un sistema de "doble censura" en el cual aplicaban diferentes políticas de censura, en la cual los usuarios chinos eran censurados más severamente en comparación con aquellos registrados con números telefónicos de otros países. Descubrieron que la censura de palabras sólo era aplicada si los mensajes provenían de un usuario registrado con un número de teléfono chino, y que las palabras censuradas variaban según eventos actuales.
El 7 de agosto de 2020, el presidente Donald Trump prohibió el uso de la aplicación en todo los Estados Unidos al considerarla un instrumento de espionaje contra los intereses de la nación.

## Malware XcodeGhost
En 2015, Apple publicó una lista de las 25 aplicaciones más populares que estuviesen infectadas con el malware XcodeGhost, una versión maligna del software utilizado por la compañía Xcode, entre las que se encontraba la versión 6.2.5 de WeChat para iOS. Sin embargo, aseguraron que el malware no era capaz de causar ningún daño.